# Villò
Villò (Vilò in dialetto piacentino) è una frazione del comune italiano di Vigolzone, in provincia di Piacenza.

## Geografia fisica
Villò si trova sulle prime pendici collinari dell'Appennino ligure, in val Nure, ad un'altitudine di 197 m s.l.m., sulla riva sinistra del torrente Nure circa 3 km a sud del capoluogo comunale.

## Storia

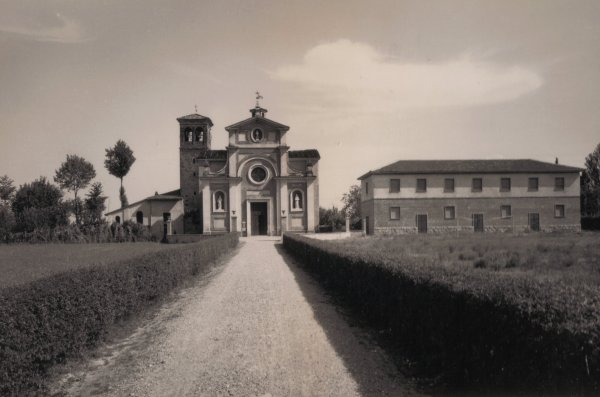
La chiesa di Santa Maria Assunta negli anni '60

La fondazione di Villò è strettamente correlata a quella delle prime due colonie romane di Piacenza e Cremona, avvenuta nel 218 a.C. Nel 190 a.C. furono inviate da Roma 6000 famiglie di coloni, 3000 per la colonia di Piacenza e 3000 per la colonia di Cremona, le quali si insediarono nelle campagne circostanti e assegnarono agli insediamenti e alle ville i nomi delle rispettive famiglie. Secondo alcune testimonianze, il toponimo Villò deriverebbe dal nome di una villa romana fondata in quel periodo, il cui nome sarebbe, in seguito, evoluto prima in Villaurum e, poi, in Villa d'oro, da cui sarebbe, infine, derivato Villò.
In epoca medievale fu feudo della famiglia Landi; le notizie storiche riguardanti Villò sono frammentarie fino alla fine del tardo Medioevo in quanto il più antico documento conservato nell'archivio parrocchiale risale al 1428, tuttavia l'archivio in questione è, molto probabilmente, incompleto poiché fino al concilio di Trento non era obbligatorio tenere registri parrocchiali e nel 1517 i paesi e le chiese della val Nure furono devastati dalle scorribande del visconte di Lautrec e del conte Renato di Savoia-Villars, fratello del duca Filiberto II il Bello.
Nel 1746, durante il quale le truppe della regina d'Ungheria Maria Teresa d'Asburgo, impegnate nell'assedio di Piacenza, depredarono la popolazione della frazione.

## Monumenti e luoghi d'interesse

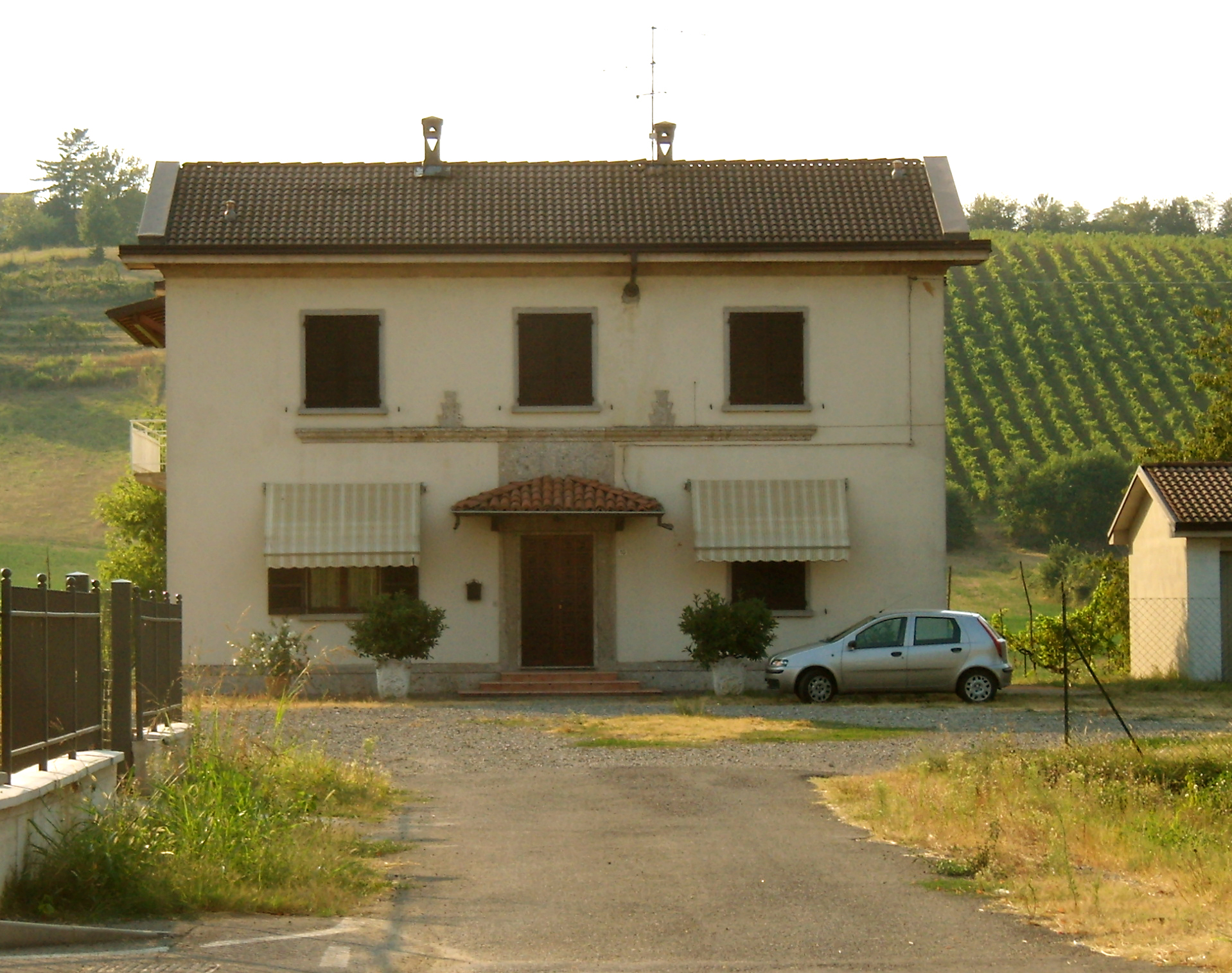
La stazione ferroviaria

Chiesa di Santa Maria AssuntaCostruita a partire dal 1883 e consacrata l'anno successivo dal vescovo di Piacenza Giovanni Battista Scalabrini, in sostituzione di una chiesa cinquecentesca pesantemente rimaneggiata nel XVIII secolo, presenta una facciata di gusto barocco tripartita con lesene di ordine dorico che terminano in guglie piramidali poste alle estremità. L'accesso all'interno è permesso da un singolo portale posto in posizione centrale lateralmente al quale si trovano, collocate in due nicchie, le statue della Beata Vergine Maria e dell'Addolorata. Al di sopra del portale è presente il rosone, posto all'interno di un arco a tutto sesto. La parte mediana della facciata si compone di tre ordini, al centro del più alto è presente una nicchia di forma ovale con, contenuto al suo interno, un busto raffigurante la Beata Vergine. Alla sinistra della parte posteriore dell'edificio è presente il campanile, realizzato in mattoni a vista e caratterizzato da una pianta quadrata, la cui cella campanaria si apre su tutti i lati con bifore a tutto sesto.
Villa Nasalli RoccaCostruita nel XVIII secolo con il nome di villa Chiara, venne acquistata negli ultimi anni del XIX secolo da parte della famiglia Nasalli Rocca, che la adibì a dimora estiva.

## Infrastrutture e trasporti
Villò è interessata dal percorso della strada statale 654 di Val Nure.
A partire dal 1881 la frazione fu, inoltre, servita da una fermata lungo la tranvia Piacenza-Bettola, sostituita nel 1933 da un analogo impianto posto lungo la parallela nuova ferrovia gestita dalla Società Italiana Ferrovie e Tramvie e, infine, soppressa nel 1967.